# Lombardije

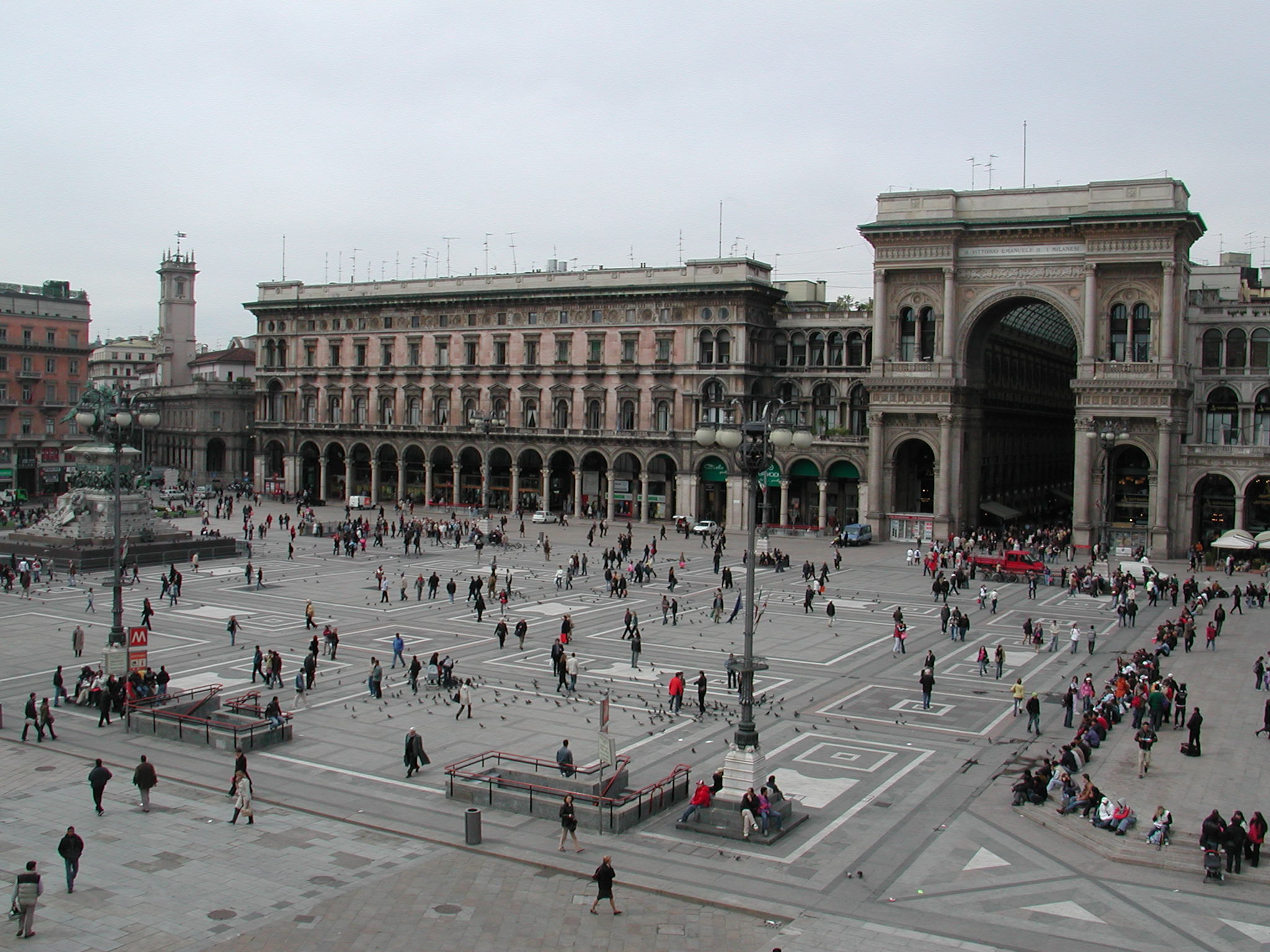
De Piazza Duomo, hart van Milaan

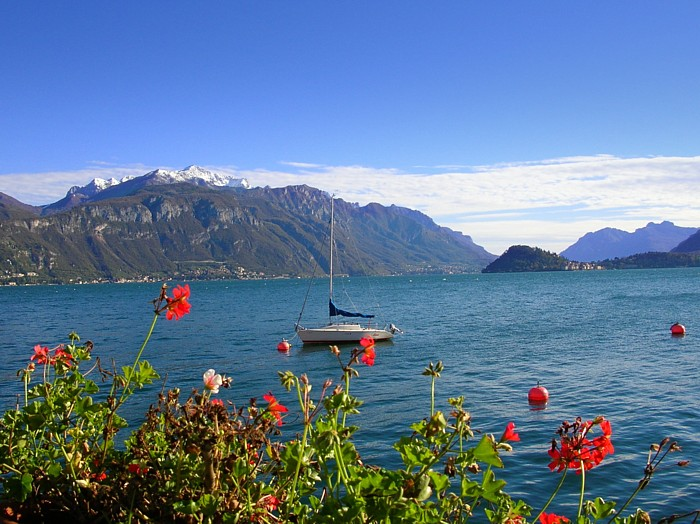
Zicht op het Comomeer in de richting van Bellagio

Lombardije (Italiaans: Lombardia, Lombardisch: Lumbardia, van de stam de Longobarden) is een regio in Noord-Italië. De regio strekt zich uit van de Centrale Alpen in het noorden tot de rivier de Po in het zuiden. In het westen wordt Lombardije begrensd door het Lago Maggiore en de rivier Ticino, in het oosten door het Gardameer en de rivier Mincio. Lombardije wordt (met de klok mee) omringd door Zwitserland, en de regio's Trentino-Zuid Tirol, Veneto, Emilia-Romagna en Piëmont.
De oppervlakte van de regio bedraagt 7,91% van het nationale territorium; circa een twaalfde deel. Qua grootte staat de regio op de vierde plaats, na Sicilië, Piëmont en Sardinië. Per 1000 Italianen wonen er 157 in Lombardije, ofwel 16% van de totale nationale bevolking. Van alle regio's heeft Lombardije het hoogste inwonertal. De hoofdstad van Lombardije is Milaan.
In de middeleeuwen is vaak om dit gebied gestreden. In de 19e eeuw ging het deel uitmaken van het Koninkrijk Sardinië. De regio is in economisch opzicht een levensader van Italië.

## Landschap
Lombardije kan in drie landschappelijke stukken onderverdeeld worden:
PovlakteDe grootste laagvlakte van het Italiaanse schiereiland. Dit is het dichtstbevolkte en meest geïndustrialiseerde deel van de regio, hier liggen de grootste steden Milaan, Brescia en Bergamo.
MerenPraktisch alle grote Noord-Italiaanse meren liggen in Lombardije (met uitzondering van het Ortameer). De meren zijn de voornaamste toeristische trekpleister van de regio. Vooral het Gardameer en Lago Maggiore trekken jaarlijks vele duizenden toeristen.
AlpenIn de regio liggen enkele van de hoogste bergtoppen van de Alpen waaronder de Piz Bernina (4049 meter). De twee belangrijkste Lombardische Alpendalen zijn het Valtellina en het Val Camonica. Een groot deel van het gebergte is tot beschermd gebied verklaard.

## Provincies en belangrijke steden
| Provincie/metropolitane stad | Afkorting | Hoofdstad | Belangrijke plaatsen              |
| ---------------------------- | --------- | --------- | --------------------------------- |
| Bergamo                      | BG        | Bergamo   | Treviglio, Dalmine                |
| Brescia                      | BS        | Brescia   | Desenzano del Garda               |
| Como                         | CO        | Como      | Cantù, Erba                       |
| Cremona                      | CR        | Cremona   | Crema                             |
| Lecco                        | LC        | Lecco     | Bellano, Merate                   |
| Lodi                         | LO        | Lodi      |                                   |
| Mantua                       | MN        | Mantua    | Sabbioneta                        |
| Milaan                       | MI        | Milaan    | Sesto San Giovanni, Rho, Legnano  |
| Monza e Brianza              | MB        | Monza     | Seregno                           |
| Pavia                        | PV        | Pavia     | Vigevano, Voghera, Mortara        |
| Sondrio                      | SO        | Sondrio   | Chiavenna, Tirano                 |
| Varese                       | VA        | Varese    | Busto Arsizio, Saronno, Gallarate |

## Afkomstig uit Lombardije
- Petrus Lombardus (1100-1160), theoloog
- Andrea Alciato (1492-1550), humanist
- Claudio Monteverdi (1567-1643), componist
- Cesare Beccaria (1738-1794), politicus en tevens strafrechtdeskundige en -hervormer
- Alessandro Volta (1745-1827), natuurkundige
- Ambrogio Damiano Achille Ratti (1857-1939), als Pius XI hoofd van de Rooms-Katholieke Kerk
- Ivanoe Bonomi (1873-1951), premier van Italië
- Alfredo Binda (1902-1986), wielrenner
- Gianfranco Ferré (1944-2007), couturier

## Trivia
- Lombardije was belangrijk in de geschiedenis van bankwezen en kredietverlening. Nog steeds kent de bankwereld de Lombardrente en het Nederlandse woord lommerd voert terug op Lombardije.
- De regio figureert in het lied De Koningin van Lombardije (1957) van Annie M.G. Schmidt en Jean Senn, gezongen door Wim Sonneveld.[1] Het lied berust op geen enkel historisch gegeven en het graf met het zwaaiende handje, waarvan in de tekst sprake is, zal men in Lombardije tevergeefs zoeken.